# 健行路 (台中市)

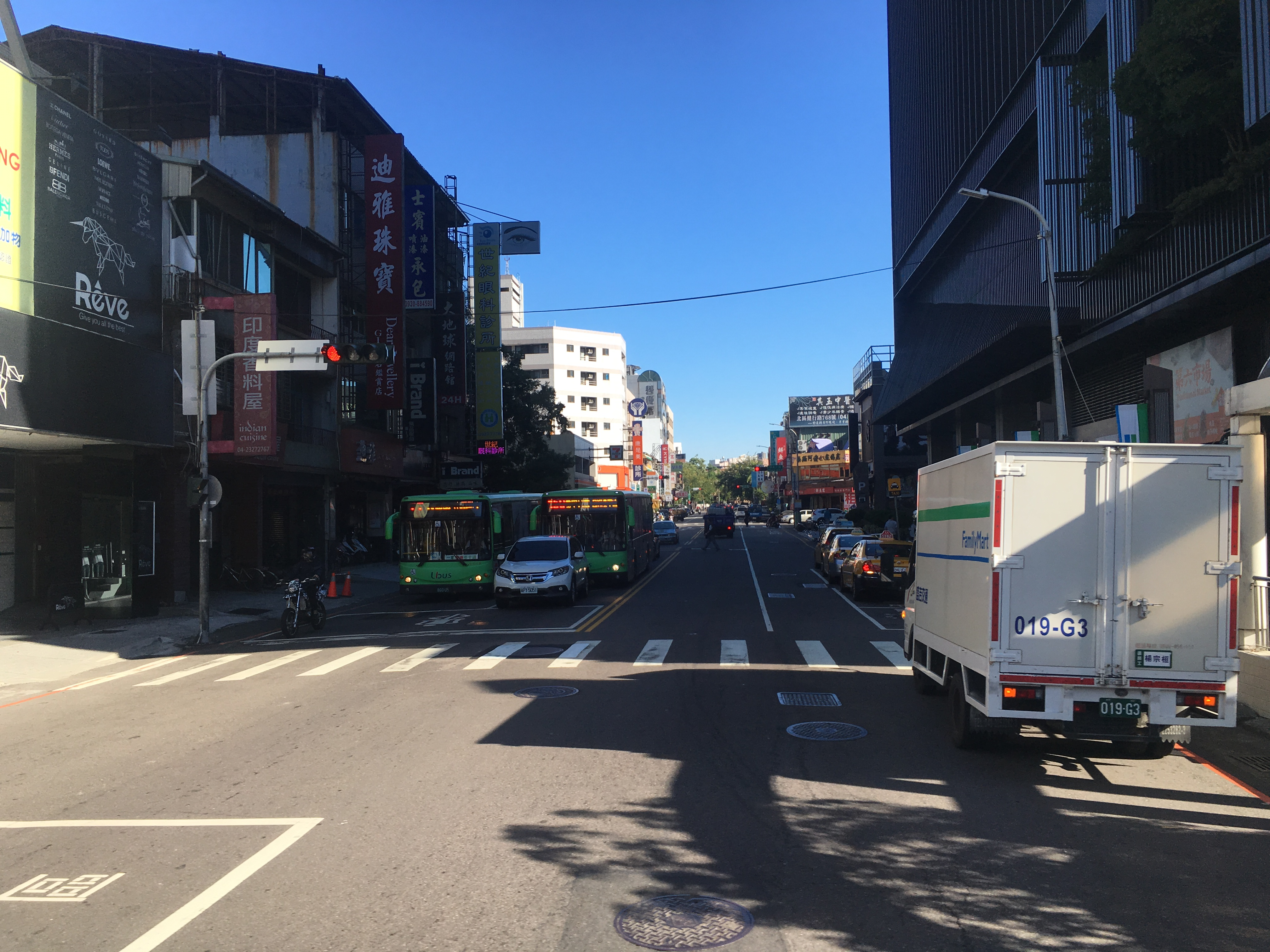
健行路西端起點（臺灣大道二段路口）

健行路為臺灣臺中市的重要道路之一，大致呈弧狀，不分段。東連北屯路、三民路三段與雙十路二段，南過臺灣大道二段接美村路。

## 行經行政區域
（由東到南）
- 北區
- 西區

## 車道配置
- 北屯路、三民路、雙十路－梅川東路三段：雙向二車道，並配置雙向慢車道
- 梅川東路三段－中清路一段：往中清路二車道，往梅川東路一車道
- 中清路一段－臺灣大道二段：雙向二車道

## 本道路客運
- 本表更新時間為2021年11月15日。

臺中市公車
| 編號 | 業者                       | 路線                                 | 行駛區間                        | 備註                                                |
| ---- | -------------------------- | ------------------------------------ | ------------------------------- | --------------------------------------------------- |
| 11   | 台中客運 豐原客運 全航客運 | 臺中火車站環線                       | 臺灣大道－西屯路                |                                                     |
| 18   | 統聯客運                   | 朝馬轉運站－大智公園                 | 學士路－西屯路                  |                                                     |
| 35   | 台中客運                   | 南區區公所－僑光科技大學             | 學士路－西屯路                  |                                                     |
| 70   | 台中客運                   | 嶺東科技大學－第一廣場－嶺東科技大學 | 中清路－臺灣大道                | 單循環路線                                          |
| 71   | 台中客運                   | 臺中洲際棒球場－植物園               | 西屯路－美村路                  |                                                     |
| 72   | 台中客運                   | 嶺東科技大學－慈濟醫院               | 西屯路－美村路                  |                                                     |
| 77   | 統聯客運                   | 統聯轉運站－慈濟醫院                 | 崇德路－學士路 中清路－臺灣大道 |                                                     |
| 301  | 統聯客運                   | 靜宜大學－新民高中                   | 崇德路→新民高中→三民路          | 行駛於公車專用道                                    |
| 303  | 統聯客運                   | 港區藝術中心－新民高中               | 崇德路→新民高中→三民路          | 經清水區鰲峰路                                      |
| 304  | 台中客運                   | 新民高中－港區藝術中心               | 崇德路→新民高中→三民路          | 經清水區五權路                                      |
| 307  | 台中客運                   | 新民高中－梧棲觀光漁港               | 崇德路→新民高中→三民路          |                                                     |
| 308  | 統聯客運                   | 關連工業區－新民高中                 | 崇德路→新民高中→三民路          |                                                     |
| 324  | 台中客運                   | 臺中都會公園－新民高中               | 崇德路→新民高中→三民路          |                                                     |
| 326  | 統聯客運                   | 靜宜大學－新民高中                   | 崇德路→新民高中→三民路          | 全程行駛臺灣大道慢車道 僅於每日22:00至隔天05:00發車 |
| 525  | 台中客運                   | 台中刑務所演武場－社口               | 學士路—中清路                   |                                                     |

## 沿線設施
（由東到南）
北屯路、三民路三段、雙十路二段
- 寶覺寺
- 臺中市私立新民高級中學
- 中華郵政健行路郵局
- 柳川

崇德路
- 臺中市北區省三國民小學
- 臺中市立圖書館北區分館
- 梅川園道

中清路一段
- 臺中市北區健行國民小學

民權路
- 國立自然科學博物館植物園
- 國立自然科學博物館
- 臺中市立忠明高級中學
- 台中金典酒店

臺灣大道二段（台灣大道幹線公車科博館站）
（往南接美村路一段）
- 7-ELEVEN健興門市(地址:台中市北區健行路354號）
- 7-ELEVEN益華門市(地址:台中市北區健行路49號）

## 外部連結
- 维基共享资源上的相關多媒體資源：健行路